# Загальне управління якістю
Загальне управління якістю (англ. total quality management, TQM) — загальноорганізаційний метод безперервного підвищення якості всіх організаційних процесів.

## Історія
Прагнення стимулювати виробництво товарів, конкурентоспроможних на світових ринках, ініціювало створення нового Загальноорганізаційного методу безперервного підвищення якості всіх організаційних процесів, виробництва і сервісу. Цей метод отримав назву — загальне управління якістю.
Total quality management — філософія загального управління якістю, успішно стартувала багато років тому в Японії і США з практики присудження нагород компаніям, які досягли найвищої якості виробленої продукції.
Головна ідея TQM полягає в тому, що компанія повинна працювати не тільки над якістю продукції, але й над якістю організації роботи в компанії, включаючи роботу персоналу. Постійне паралельне удосконалення 3-х складових:
- якості продукції
- якості організації процесів
- рівня кваліфікації персоналу

Дозволяє досягти більш швидкого і ефективного розвитку бізнесу.
Якість визначається наступними категоріями:
- ступінь реалізації вимог клієнтів
- значення фінансових показників компанії
- рівень задоволеності службовців компанії своєю роботою

Принцип дії TQM можна порівняти з утриманням м'яча на похилій площині. Для того щоб м'яч не скочувався, його потрібно або підпирати знизу, або тягнути зверху.
TQM включає 2 механізми:
- Quality assurance (QA) — контроль якості — підтримує необхідний рівень якості і полягає в наданні компанією певних гарантій, що дають клієнтові впевненість у якості даного товару або послуги.
- Quality improvements (QI) — підвищення якості — передбачає, що рівень якості необхідно не тільки підтримувати, але й підвищувати, відповідно піднімаючи і рівень гарантій.

Два механізми: контроль якості і підвищення якості — дозволяють «утримувати м'яч у грі», тобто постійно вдосконалювати, розвивати бізнес.
Ідеологія TQM доступно викладена в статті відомого канадського фахівця з якості Джоржа Лазло[джерело?].

## Що таке Загальне управління якістю
Загальне управління якістю — це система управління, заснована на виробництві якісних з точки зору замовника продукції та послуг. TQM визначається як зосереджений на якості, сфокусований на замовнику, заснований на фактах, керований командний процес. TQM спрямований на планомірне досягнення стратегічної мети організації через безперервне поліпшення роботи. Принципи TQM також відомі як «загальне поліпшення якості», «якість світового рівня», «безперервне поліпшення якості», «загальна якість послуг» та «загальна якість управління».
Слово «загальне» в понятті «Загальне управління якістю» означає, що в даний процес повинен залучатися кожен співробітник організації, слово «якість» означає турботу про задоволення потреб клієнта, і слово «управління» стосується співробітників і процеів, необхідних для досягнення певного рівня якості.
Загальне управління якістю — це не програма; це систематичний, інтегрований і організований стиль роботи, спрямований на безперервне її поліпшення. Це не управлінська примха; це перевірений часом стиль управління, десятиліттями успішно використовується компаніями по всьому світу.
В основі TQM лежать наступні принципи[джерело?]:
- орієнтація на споживача
- залучення працівників, що дає можливість організації з вигодою використовувати їх здібності
- підхід до системи якості як до процесу
- системний підхід до управління
- постійне поліпшення

### 14 універсальних принципів Едварда Демінга
- Установіть відповідність цілей з планом підвищення якості. Найвище керівництво повинне створити і опублікувати для всіх службовців компанії документ про наміри з планом і ясним визначенням цілей. Цілі мають бути обов'язково досягнуті.
- Прийміть нову філософію якості. Кожен, від вищого керівництва до нижчого за посадою працівника, повинен прийняти виклик підвищення якості, засвоїти свої обов'язки і дотримуватися вимог нової філософії. Продукція поганої якості ніколи не повинна досягати замовника. *Організація повинна взяти за правило, що дефекти за якістю продукції можуть виникати, але дефектна продукція ніколи не повинна надходити до замовника.
- Покладіть край негативній залежності від занадто частих інспекцій та аудиту якості. Мета інспекцій — поліпшення процесів та зниження витрат, а не просто пошук дефектів. Потреба в частих інспекціях може відпасти за рахунок забезпечення початкового якості роботи.
- Припиніть практику вибору постачальників, ґрунтуючись виключно на вартості їх товарів і послуг. Слід виключити контракти, що обіцяють найнижчі витрати (і найгірший результат); замість цього слід дбати про мінімізацію повної вартості проектів. Чим постійно шукати найдешевшого продавця, а потім мати проблеми з низькою якістю продукції, варто прагнути до роботи з постійним постачальником. Тоді можна вибудувати тривалі відносини, засновані на лояльності та довірі.
- Ідентифікуйте проблеми і працюйте безперервно, щоб поліпшити систему контролю якості. Організації повинні постійно покращувати систему управління та контролю якості. Багато менеджерів схильні думати, що в структурі таких програм є початок, середина і кінець. *Загальне управління якістю не має кінця, воно є безперервним процесом. Фраза «постійне поліпшення» повинна стати спільною турботою в межах організації.
- Розпочніть навчання. Слід запровадити сучасні методи формального навчання, особливо для нових співробітників. Навчання в процесі роботи не прийнятне, оскільки новий працівник, найімовірніше, стане «вчитися» торованим шляхом, виконуючи роботу поруч з «ветеранами», які можуть опиратися нововведенням TQM. Навчання можливе і для зовнішніх замовників, якщо воно орієнтує їх на цілі, до яких прагне компанія. Пізніше, коли компанія буде чекати від цих зовнішніх замовників якості запитів певного рівня, їх колишнє навчання виявиться корисним.
- Навчіть і сформуйте керівництво. Метою керівництва не повинні бути тільки вказівки на те, яку роботу виконувати, але і допомогу в тому, щоб краще виконувати цю роботу. Керівництво має бути навчено майстерно, і організації повинні тренувати своїх менеджерів бути хорошими лідерами.
- Викоріньте страх на роботі. У компанії повинна бути створена атмосфера довіри і новаторства, щоб кожен співробітник міг ефективно працювати на благо поліпшення організації в цілому. Безліч страхів на роботі викликано кількісними оцінками якості роботи. *Працівники прагнуть робити необхідну роботу, щоб отримати ці гарні оцінки, не мають ніякого відношення до якості. Співробітники не повинні боятися вносити нові ідеї, і організація повинна терпимо ставитися до невдач, коли працівники експериментують з новими ідеями.
- Усуньте бар'єри між підрозділами. Вище керівництво повинно встановити між підрозділами взаємодію, а не конкуренцію. Це має оптимізувати зусилля команд в напрямку намірів і цілей організації замість розпалювання між підрозділами конкуренції.
- Уникайте порожніх гасел на робочих місцях. Керівництву слід виключити гасла і заклики до повного викорінення дефектів і помилок, підвищення продуктивності без надання працівникам засобів і опису методів досягнення таких висот. Подібні вмовляння тільки створюють конфліктні взаємини. Більшість причин низької якості і непродуктивності роботи в організаціях стосується системи управління і тому перевищує можливості співробітників що-небудь в цьому змінити.
- Мінімізуйте (або оптимізуйте) робочі стандарти та кількісні показники на виробництві. Вище керівництво повинно ставити підвищення якості послуг вище, ніж кількісні показники. Виключіть такі індивідуальні системи контролю типу «покарання / нагорода» як, наприклад, преміальні плати та штрафи. Щоб досягнення цілей не залежало тільки від прагнень, менеджери повинні розробити методи підвищення якості, а також залучати керівництво до допомоги працівникам у досягненні їх особистих цілей.
- Дайте можливість співробітникам пишатися своєю майстерністю. Організації повинні скасувати систему рейтингових оцінок заслуг і не звинувачувати працівників у відмовах систем, які знаходяться поза їхнім контролем.
- Заохочуйте і стимулюйте розгорнуті освітні програми, програми перекваліфікації та підвищення кваліфікації. Залучайте провідних фахівців-інструкторів для навчання і виховання співробітників. Введіть навчання, що стосується статистичного подання про організацію, а потім розширте його до спільного бачення процесів. Це дасть уявлення про організацію в цілому як про єдиний організм.
- Перетворюйте. Націлюйте кожного співробітника на внесення нехай малих перетворень, але для поліпшення всієї компанії. Перетворення — це робота кожного співробітника, а не тільки керівництва. Створіть що-небудь типу інформаційного центру, щоб інформувати всіх співробітників про це прогресі.

Ці 14 принципів утворюють основу Загального управління якістю. Вони є ліками проти 5 смертельних хвороб, які можуть знищити компанію.

### 5 смертельних хвороб які повинні бути ліквідовані в організації для успішної реалізації TQM
Існує 5 смертельних хвороб, які повинні бути ліквідовані в організації для успішної реалізації TQM. Якщо не ліквідувати ці 5 смертельних хвороб, вони можуть не тільки перешкодити застосуванню TQM, але й поступово знищити організацію. Ось ці 5 смертельних хвороб[джерело?]:
- Управління тільки головною лінією. Організація, яка дбає тільки про головної лінії розвитку і управляє виключно цифрами, приречена на провал. Управління — це важка робота; менеджер, який покладається тільки на цифри, спрощує своє завдання. Менеджери повинні знати процес, бути залучені в нього, розуміти джерела виникнення проблем і давати приклади їх вирішення своїх підлеглих.
- Оцінка діяльності на основі системи кількісних показників. Оцінка, яка використовує систему кількісних показників, звіти, рейтинги або щорічні огляди досягнень, іноді призводить до класифікації, вимушених квот та іншим ранжирам, що викликає нездорову конкуренцію, а це порушує командну роботу в межах організації. Замість використання таких систем, менеджерам слід особисто коментувати індивідуальну роботу співробітників, щоб допомогти їм поліпшити її.
- Акцент на отримання короткострокових вигод. Якщо працівник в минулому мав досвід отримання швидких прибутків, він буде намагатися і далі працювати в цьому ж ключі. Керівництво ж має переконати співробітників, що організації слід віддати перевагу тривалому і стабільному зростанню і вдосконаленню, а не короткостроковим вигодам.
- Відсутність стратегії. Якщо в організації немає ніякої послідовності реалізованих цілей, працівники організації будуть відчувати невпевненість у можливості свого постійного професійного та кар'єрного зростання. Організація повинна мати постійно реалізований стратегічний план, в якому має бути приділено місце і питанням підвищення якості.
- Плинність кадрів. Якщо в організації спостерігається висока плинність кадрів, це вказує на серйозні проблеми. Ліквідація перших 4 смертельних хвороб може допомогти подолати і цю. Керівництво має вжити заходів, щоб працівники відчули себе важливими здебільшого не відчуженими від організації, а єдиною командою.

## Переваги TQM
Короткострокові та довгострокові вигоди є в будь-якому стилі управління. Загальне управління якістю дає кілька короткострокових переваг, однак, більшість переваг цього підходу довгострокові, і ефект від них відчуємо тільки після їх благополучної реалізації. У великих організаціях може піти кілька років, перш ніж довгострокові вигоди дадуть ефект.
Довгострокові вигоди, очікувані від застосування Загального управління якістю, — це більш висока продуктивність, підвищення морального тонусу колективу, зменшення витрат та зростання довіри замовника. Ці вигоди можуть призвести до популяризації та підвищенню статусу компанії в суспільстві.
Ухилення від помилок і правильні дії, насамперед, зберігають час і ресурси, і тоді фонди і заощадження можуть витрачатися на розширення спектра послуг (продукції) або надаватися співробітникам для роботи, спрямованої на поліпшення якості послуг.
Загальне управління якістю вітає створення атмосфери ентузіазму та задоволення виконаною роботою із залученням інструментів преміювання та нагородження за творчий підхід. Якщо невдачі в результаті експериментів співробітників сприймаються як частина навчального процесу, співробітники перестають соромитися творчо підходити до розробки нових ідей.
Замість того, щоб приховувати помилки від керівництва або відтягувати їх розголосу, що призводить до переростання дрібних помилок у великі проблеми, співробітники терпляче підходять до вирішення проблем, пробуючи виправити їх знову і знову. Якщо співробітники відчувають, що є частиною організації, вони відчувають себе потрібними, робота приносить їм задоволення, що може в свою чергу підвищити її якість.
При загального управління якістю широко застосовується командний підхід, що передає, з одного боку, працівникам досвід вирішення проблем їх колегами і, з іншого боку, дозволяє їм застосувати свої знання і досвід в ході спільних зусиль. Оскільки співробітники отримують досвід при командному вирішенні проблем, вони можуть брати участь у перехресних секційних мега-командах, які вирішують проблеми, що виходять за рамки можливостей локальних груп. TQM дає організації більшу гнучкість у вирішенні проблем і підвищує якість умов роботи для всіх співробітників.
Загальне управління якістю може бути «генератором прибутку» навіть для громадських організацій. Фактично сам підхід не створює прибутку, але якщо йому слідувати належним чином, можна виявити дорогі процеси і знайти способи заощадження коштів. Неминучі витрати TQM — це витрати на виконання рутинних операцій. Взагалі кажучи, для громадських організацій заощаджені ресурси і кошти можуть розглядатися як «прибуток».

## TQM проти авторитарного стилю управління
У центрі авторитарного управління стоїть керівник, який використовує повноваження, страх і примус для тиску на людей. Авторитарному управлінцю не вистачає людяності і особистої привабливості (а часто і професіоналізму).
Загальне управління якістю — це орієнтована на успіх команда з харизматичними лідерами, що впливають на колег в ході роботи для досягнення якісних результатів; так і тільки так, можна вийти за хибне коло «вимоги і осуду».
TQM нікого не звинувачує у проблемах; замість цього — шукає рішення.
Очевидно, що авторитарний і TQM стилі управління протилежні один одному. Основні з їх відмінностей наведені нижче[джерело?].
Авторитарне управління знаходиться в пошуках «швидкого зміцнення», — TQM шукає тривалі рішення.
Авторитарне управління продовжує йти старим шляхом, — TQM робить акцент на нововведеннях і творчому підході.
Авторитарне управління контролює ресурси через поділ функцій, — TQM оптимізує ресурси в контексті всієї організації.
Авторитарне управління спирається на контроль над людьми, — TQM наділяє людей повноваженнями.